# Sociologia de la ignorància de la ciència
La sociologia d'ignorància científica (SIC) és l'estudi de la ignorància que hi ha dins i fora de la ciència. La manera més comuna és entendre la ignorància com a alguna cosa rellevant, més que senzillament una manca de coneixement. Hi ha dues àrees distintes on la sociologia d'ignorància científica està sent estudiada: una centrada en la ignorància en la recerca científica i una altra centrada en la ignorància pública de la ciència. La sociologia d'ignorància científica és un camp complementari a la sociologia del coneixement científic.

## Ignorància en recerca científica
Generalment, la paraula 'ignorància' té un to negatiu, i durant molt temps la ignorància científica va ser vista com una cosa purament negativa. Recentment, tanmateix, les persones han començat a abandonar aquesta idea per intentar trobar utilitat a la ignorància deliberada. Això, generalment, s'ha anomenat ignorància útil. Un primer pas per a trobar els usos de la ignorància és adonar-se que la ignorància és inevitable. Com diu Matthias Gross: "El coneixement nou també significa més ignorància".

## Ignorància pública de ciència
Aquesta divisió de la SIC, generalment, està observant les causes de la ignorància pública de la ciència, així tant com l'impacte que pugui tenir en la societat i la recerca científica. Una manera de categoritzar les causes de la ignorància és aquesta:
- Elecció deliberada, a causa d'estar-hi desinteressat.
- Divisió laboral, en el sentit que no és pertinent per a una feina.
- Constitució mental, quan es té una ment no-científica.